# Diane Haight
Diane Catherine Haight o Diana (Trail, 28 aprile 1964) è un'ex sciatrice alpina canadese, vincitrice della Coppa Europa nel 1981 e della Nor-Am Cup nel 1986.

## Biografia
Sciatrice polivalente originaria di Fruitvale, la Haight ottenne il primo piazzamento internazionale in occasione della combinata di Coppa del Mondo disputata il 12 dicembre 1980 a Limone Piemonte (14ª) e in quella stessa stagione 1980-1981 si aggiudicò la Coppa Europa generale, primo atleta nordamericano a conquistare il trofeo. Esordì ai Campionati mondiali a Schladming 1982, senza ottenere risultati di rilievo, e ai Giochi olimpici invernali a Sarajevo 1984, sua unica presenza olimpica, dove si classificò 17ª nello slalom gigante.
Nel 1985 prese parte ai Mondiali di Bormio, ancora senza ottenere piazzamenti, mentre nel 1986 conquistò il suo miglior risultato in Coppa del Mondo, il 2 marzo a Furano in supergigante (4ª), e vinse sia la Nor-Am Cup generale sia la classifica di slalom speciale. Ottenne l'ultimo piazzamento in Coppa del Mondo il 18 gennaio 1987 a Bischofswiesen in slalom gigante (14ª) e si congedò dalle competizioni in occasione dei successivi Mondiali di Crans-Montana 1987, dove non ottenne piazzamenti di rilievo. 

## Palmarès

### Coppa del Mondo
- Miglior piazzamento in classifica generale: 46ª nel 1982

### Coppa Europa
- Vincitrice della Coppa Europa nel 1981[1]

### Nor-Am Cup
- Vincitrice della Nor-Am Cup nel 1986[2]
- Vincitrice della classifica di slalom speciale nel 1986[senza fonte]

### Campionati canadesi
- 3 medaglie (dati parziali)[3][senza fonte]:
  - 3 ori (slalom speciale, combinata nel 1981; discesa libera nel 1984)